# Pleurotomella sansibarica
Pleurotomella sansibarica é uma espécie de gastrópode do gênero Pleurotomella, pertencente a família Raphitomidae.